# جونيرة
الجونيرة (الاسم العلمي: Gunnera) هي جنس من النباتات تتبع الفصيلة الجونيرية من رتبة الجونيريات. تم تسميته على اسم الأسقف النرويجي وعالم الطبيعة يوهان إرنست جونيروس الذي قام أيضًا بوصف سمك القرش المتشمس.

## أنواع الجونيرة
- جونيرة أرجوانية داكنة
- جونيرة طويلة الأكمام
- جونيرة صفراء
- جونيرة بوليفية
- جونيرة بيروفية
- جونيرة حولية
- جونيرة خشنة الأوبار
- جونيرة درعية
- جونيرة رملية
- جونيرة ريتشية
- جونيرة سفائية
- جونيرة شعرية
- جونيرة صبغية
- جونيرة فلقية
- جونيرة قلبية الأوراق
- جونيرة قنابية
- جونيرة كبيرة
- جونيرة كبيرة الأوراق
- جونيرة كثيفة الأزهار
- جونيرة كولومبية
- جونيرة ماجلانية
- جونيرة متبدلة
- جونيرة مختلطة
- جونيرة مسننة
- جونيرة مغطاة
- جونيرة مكسيكية
- جونيرة مميزة
- جونيرة هاملتونية